# Chepo Fútbol Club
Il Chepo Fútbol Club è una società di calcio panamense, con sede a Chepo.

## Storia
Il Chepo venne fondato nel 1999 con il nome di  Proyecto 2000, denominazione che mantenne sino al 2003, quando fu assunto il nome attuale.
Nel 2006 giunge a disputare l'ANAPROF, il massimo campionato panamense. Nel 2012 disputa la prima finale per aggiudicarsi il titolo di campioni di Panama, perdendo con il Tauro.

## Palmarès

### Competizioni nazionali
- Primera A: 1

2006
- Copa Rommel Fernández: 1

2003